# Hieracium kulkowianum
Hieracium kulkowianum là một loài thực vật có hoa trong họ Cúc. Loài này được (Zahn) Üksip ex Schljakov mô tả khoa học đầu tiên năm 1989.